# Blitzkrieg (gra komputerowa)
Blitzkrieg (ros. Блицкриг) – komputerowa strategiczna gra czasu rzeczywistego w realiach II wojny światowej, stworzona przez studio Nival Interactive i wydana w 2003 roku przez cdv Software Entertainment. W 2005 roku wydano kontynuację gry – Blitzkrieg 2.

## Fabuła
Gracz wciela się w dowódcę wojskowego średniego szczebla z czasów II wojny światowej. Linia fabularna gry opiera się w całości na wykonywaniu przez bohatera rozkazów dowództwa i wygrywaniu kolejnych bitew. Grę podzielono na trzy kampanie: niemiecką, aliancką i radziecką, a także szereg misji dodatkowych i samouczkowych. W kampanii alianckiej gracz dowodzi wojskami w takich bitwach i operacjach, jak: obrona Norwegii i Francji w 1940 roku, bitwa o Tobruk, operacja Torch, walki we Włoszech, operacja Overlord, czy bitwa o Ardeny. Niemiecka kampania rozpoczyna się pierwszego dnia II wojny światowej wraz z agresją Wehrmachtu na Polskę; następnie przenosi się do Francji, rzuca gracza w wir pustynnych bitew w toku kampanii afrykańskiej, a wreszcie pozwala mu wziąć udział w operacji Barbarossa, bitwie pod Moskwą, pierwszej i drugiej bitwie o Charków, oraz w ofensywie w Ardenach. Kampania radziecka natomiast zabiera gracza na front wojny zimowej, później zaś wyznacza zadania bojowe w toku kontruderzenia spod Moskwy, bitwy stalingradzkiej i kurskiej, umożliwia także dowodzenie siłami Armii Czerwonej w operacji jassko-kiszyniowskiej i bitwie o Berlin.

## Rozgrywka
Mechanika Blitzkriegu bazuje na rozwiązaniach zastosowanych w grze Sudden Strike. Gracz dowodzi oddanymi pod jego komendę oddziałami na polu bitwy, które obserwuje z lotu ptaka. Wydawać komendy można zarówno pojedynczej jednostce, jak też ich zgrupowaniu. Dowodzonym oddziałom można wydać m.in. rozkaz ataku, swobodnego marszu, okopania się, czy atakowania konkretnej jednostki wroga. Do dyspozycji gracza oddano w sumie kilkaset różnych rodzajów jednostek: oddziały piechoty, czołgi i pojazdy pancerne, działa, i moździerze, motocykle wojskowe, ciężarówki zaopatrzeniowe, techniczne, sanitarki itd. W wybranych momentach rozgrywki można wezwać także wsparcie lotnicze, od rozpoznania powietrznego, poprzez osłonę myśliwców, po bombowce taktyczne i strategiczne. W przeciwieństwie do wielu innych gier strategicznych, w Blitzkriegu nie ma możliwości kupowania nowych jednostek za punkty zdobywane w trakcie rozgrywki; posiłki nadchodzą jedynie w momentach przewidzianych przez twórców. Za swoje osiągnięcia na polu bitwy gracz jest po misji oceniany, a także nagradzany medalami i orderami wojskowymi.

## Odbiór gry
Gra spotkała się z pozytywnym przyjęciem recenzentów i graczy, uzyskując według agregatora GameRankings średnią ocen 80,21% oraz 7.8 z 49 recenzji według serwisu Metacritic. Według Steve'a Buttsa z portalu IGN Blitzkrieg jest grą kultową i przełomową, która na lata wyznaczyła rozwój gatunku drugowojennych RTS-ów.

## Dodatki
Do gry wydano dwa oficjalne dodatki, oba w 2004 roku: Blitzkrieg: Horyzont w ogniu oraz Blitzkrieg: Pomruk zagłady. Oferują ona rozgrywkę w jednej kampanii, w pierwszym wypadku pozwalając graczowi wcielić się w dowódcę wojsk niemieckich walczącego na szlaku bojowym feldmarszałka Erwina Rommla, w drugim zaś umożliwia grę jako podwładny generała George'a Pattona.